# 今夜も万事快調!
『今夜も万事快調!』（こんやもばんじかいちょう）は、2009年4月10日から2010年3月19日までテレビ西日本で毎週金曜 25:05 - 25:35に放送されていた情報バラエティ番組。
福岡の町を元気に明るくすることをコンセプトにした深夜番組で、「福岡で遊ぶ！福岡を応援する！」をキャッチフレーズに掲げていた。2009年10月からは、以下に挙げる「女神のプロフィール」と「ゴリパラ見聞録」を隔週で交互に放送していた。

## 女神のプロフィール
コンセプトは「福岡在住の女の子の本音トークを参考にしてモテる男を目指してもらう「完全モテマニュアル番組」」。
『恋のから騒ぎ』のように雛壇に並んだ女性出演者たちは「オトナリガールズ」と呼ばれ、毎回顔ぶれが変わっていた。地域密着の番組らしく、トークには地元の地名や店名が多く登場していた。
テンパちゃんの実崎がトークを別室でモニタリングしており、番組最後には「実崎部屋」として女性出演者一人を招き入れ、コスプレ等をさせていた。

### 主な出演者
- ゴリけん
- 大隈いちろう
- 山本由貴
- 樺島彩
- 黒田あゆみ
- 小川あみ
- 明石昌子
- 田尻直美
- 古和智恵
- 平野ゆり
- KIKO

## ゴリパラ見聞録
ゴリけん、パラシュート部隊が街頭インタビューで行きたい場所を聞き、代わりに3人が旅をするという趣旨のバラエティ番組。「今夜も万事快調!」が終了した後は単独のレギュラー番組となった（ただし、2012年5月から2013年3月までは「コレカラ」内の1コーナーとしての放送だった）。現在の放送時間は毎週土曜日（金曜深夜）0:55 - 1:25。また現在は他の地方局やCS放送・フジテレビONEでも放送されている。

## 2009年9月以前の企画
地元グルメや娯楽スポットを紹介する企画がメイン。ほかに、パラシュート部隊がプロデュースした4人組アイドルグループ「GORYON-SAN」を追いかけるコーナー、AV女優の範田紗々によるエンタメ紹介コーナーがあった。